# Albulina ellisoni
Albulina ellisoni är en fjärilsart som beskrevs av Pfeiffer 1931. Albulina ellisoni ingår i släktet Albulina och familjen juvelvingar. Inga underarter finns listade i Catalogue of Life.